# Canton de Niort-1 (ancien)
Pour les articles homonymes, voir Canton de Niort (homonymie).
Le canton de Niort-1 est une ancienne division administrative française située dans le département des Deux-Sèvres, de 1801 à 1973.

## Historique
Le canton de Niort-1 est, avec le canton de Niort-2, l'un des deux cantons des Deux-Sèvres créés en 1801, en remplacement des cantons d'Échiré et de Niort (partiellement). Il a été rattaché à l'arrondissement de Niort.
En 1973, les deux cantons sont remplacés par trois autres : Niort-Est, Niort-Nord et Niort-Ouest.

## Géographie
Ce canton était organisé autour de Niort dans l'arrondissement de Niort. Son altitude variait de 2 m (Niort) à 93 m (Saint-Gelais).

## Représentation

### Conseillers généraux de 1833 à  1973
| Période   | Période          | Identité                 | Étiquette          | Qualité |
| --------- | ---------------- | ------------------------ | ------------------ | --- |
| 1833      | 1841 (décès)     | Henri Fouquet            |                    | Chef de division à la Préfecture Propriétaire à Niort |
| 1841      | 1845             | Benoît-Frédéric Devallée |                    | Docteur en médecine, juge de paix Maire de La Mothe-Saint-Héraye Elu en 1845 dans le Canton de La Mothe-Saint-Héray                                             |
| 1845      | 1868 (décès)     | Prosper Pougnet          |                    | Notaire à Saint-Maixent et avocat, conseiller municipal de Niort                                                                                                |
| 1868      | 1874             | Alfred Monnet            | Droite             | Propriétaire et ancien maire de Mougon Député (1871-1876) Sénateur (1876-1882) Maire de Niort                                                                   |
| 1874      | 1886             | Antonin Proust           | Républicain        | Journaliste Député (1876-1893) Maire de Niort (1881) |
| 1886      | 1896 (décès)     | Antoine Baugier          | Républicain        | Avocat, maire de Sainte-Pezenne (1888-1896), conseiller d'arrondissement                                                                                        |
| 1896      | 1907 (décès)     | Delphin Sagot            | Républicain        | Propriétaire, maire d'Échiré, conseiller d'arrondissement |
| 1907      | 1919             | Émile Marot              | Républicain modéré | Industriel (constructeur de machines agricoles), maire de Niort (1904-1908)                                                                                     |
| 1919      | 1924 (démission) | Louis Frère              | Rad                | Ingénieur des Ponts et Chaussées Maire de Niort (1925-1932) |
| 1924      | 1937             | Gaston Auchier           | Rad                | Docteur en médecine, maire d'Ardin |
| 1937      | 1940             | Henri Joubert            | Rad                | Notaire à Niort |
|           |                  |                          |                    | |
| 1943      | 1945             | Émile Panou              |                    | Médecin, inspecteur départemental de l'hygiène Maire de Niort (1940-1945) Nommé conseiller départemental en 1943 Président du Conseil départemental (1943-1945) |
|           |                  |                          |                    | |
| 1945      | 1948 (décès)     | René Leroy               | PCF                | Employé des PTT Ancien résistant FTP, Niort |
| 1949      | 1955             | Pierre Suire             | RPF puis RS        | Médecin, chirurgien à l'hôpital de Niort Rosette de la Résistance                                                                                               |
| 1955      | 1961             | Bernard Charbonneau      | DVD                | Avocat Conseiller municipal de Niort |
| 1961      | 1972 (décès)     | Raoul Auzanneau          | SFIO puis PS       | Instituteur Adjoint au maire de Niort (1957-1971) |
| mars 1973 | septembre 1973   | André Clert              | PS                 | Médecin scolaire Conseiller municipal de Niort |

### Conseillers d'arrondissement (de 1833 à 1940)
| Période                                  | Période          | Identité                | Étiquette   | Qualité |
| ---------------------------------------- | ---------------- | ----------------------- | ----------- | --- |
| 1833                                     | 1836             | Louis Augustin Avrain   |             | Vice-Président du Tribunal de Niort                                                                         |
| 1836                                     | 1845             | Charles Prosper Pougnet |             | Notaire à Niort                                                                                             |
|                                          |                  |                         |             | |
| 1877                                     | 1886             | Antoine Baugier         | Républicain | Avocat, maire de Sainte-Pezenne                                                                             |
|                                          |                  |                         |             | |
|                                          | 1896 (démission) | Delphin Sagot           | Républicain | Propriétaire, maire d'Échiré                                                                                |
|                                          |                  |                         |             | |
| 1913                                     | 1925             | Calixte Gouet           | Républicain | Adjoint au maire de Sainte-Pezenne                                                                          |
| 1925                                     | 1937             | Charles Collon          | Rad         | Médecin des chemins de fer de l'Etat, adjoint au maire de Niort                                             |
| 1937                                     | 1940             | Henri Lambert           | Rad         | Maraîcher, maire de Sainte-Pezenne                                                                          |
| 1940                                     |                  |                         |             | Les conseils d'arrondissement ont été suspendus par la loi du 12 octobre 1940 et n'ont jamais été réactivés |
| Les données manquantes sont à compléter. |                  |                         |             | |

## Composition
- Chauray[C 2],
- Échiré[C 3],
- Niort (en partie)[C 1],
- Saint-Gelais[C 4],
- Saint-Maxire[C 5],
- Saint-Rémy [C 6],
- Sainte-Pezenne[C 7],
- Sciecq[C 8].

Le canton de Niort-1, qui comptait huit communes en 1801 n'en comptait plus que sept à partir de 1965, après la fusion de Sainte-Pezenne et de Niort.